# 竜飛崎温泉
竜飛崎温泉(たっぴざきおんせん）は、青森県東津軽郡外ヶ浜町（旧三厩村）（旧国陸奥国）にある津軽半島最北端の温泉。

## 泉質
- 塩化物泉

## 温泉街
宿泊施設としては、ホテル竜飛が1軒あるほか、民宿が7軒ほどある。ホテル竜飛は日本鉄道建設公団による青函トンネル斜坑工事が始まった翌年の1968年（昭和43年）に開業した施設で、工事用の設備が整うまで事務所や仮設宿舎としても利用された。
近くには、竜飛崎灯台、竜飛崎シーサイドパーク、階段国道、道の駅みんまや（青函トンネル記念館・竜飛ウィンドパーク展示館）もある。ホテル竜飛の真下を青函トンネルが通っており、トンネル内を列車が通るとロビーの上にあるライトの色が7色に変化するよう細工がされている。

## 歴史
旧三厩村は、古くから北海道渡航の要地とされていたが、津軽半島の最北端の竜飛崎については、青函トンネル工事で地域の開発が進められた。温泉についても青函トンネルに関わりがあり、トンネル掘削中に湧出した源泉を利用している。

## アクセス
- JR津軽線 三厩駅より外ヶ浜町循環バス「三厩地区循環バス」：竜飛崎行き35分竜飛下車徒歩10分。